# Odynerus tarsatiformis
Odynerus tarsatiformis är en stekelart som beskrevs av Giordani Soika. Odynerus tarsatiformis ingår i släktet lergetingar, och familjen Eumenidae. Inga underarter finns listade i Catalogue of Life.